# NGC 24
NGC 24 (другие обозначения — ESO 472-16, MCG −4-1-18, UGCA 2, AM 0007-251, IRAS00073-2514, PGC 701) — спиральная галактика (Sc) в созвездии Скульптор.
Этот объект входит в число перечисленных в оригинальной редакции «Нового общего каталога».
Галактика была открыта английским астрономом Уильямом Гершелем 27 октября 1785.
Галактика NGC 24 входит в состав группы галактик NGC 45. Помимо NGC 24 в группу также входят NGC 45 и NGC 59.
Пики поверхностной плотности водорода в галактике находятся в её центре, то более типично для спиральной галактики, но морфологические и оптические свойства NGC 24 говорят о том, что она находится «между» обычной спиральной галактикой и галактикой с низкой поверхностной яркостью.